# Чёрный Нарчуг
Чёрный Нарчуг — река в России, протекает по Республике Коми и Архангельской области. Является левым притоком реки Нарчуг (бассейн Северной Двины).
Устье реки находится в 29 км по левому берегу реки Нарчуг. Река начинается из болота на севере Прилузского района республики Коми. Длина реки составляет 12 км. Большую часть своего течения река протекает по Архангельской области.
Имеет левый приток — реку Даровая.

## Данные водного реестра
По данным государственного водного реестра России относится к Двинско-Печорскому бассейновому округу, водохозяйственный участок реки — Вычегда от города Сыктывкар и до устья, речной подбассейн реки — Вычегда. Речной бассейн реки — Северная Двина.
Код объекта в государственном водном реестре — 03020200212103000024747.